# Chả lụa
El  Chà lua és un plat vietnamita, conegut també com a  pernil del Vietnam  o  salsitxa del Vietnam .

## Producció i consum
Tradicionalment el Chà lua  es fa amb carn de porc magra, midó de patata i  nước mắm  (salsa de peix). La carn de porc s'ha de colpejar fins que es torni pastosa, no es pot tallar o picar-se, ja que seguiria sent fibrosa, seca i trencadissa. Gairebé al final del període de copejat s'afegeixen unes cullerades de  nước mắm  a la carn per donar-li sabor, encara que també s'hi pot afegir sal, pebre negre molta i sucre. La carn es diu llavors  Giò song , que significa 'salsitxa crua', i també es pot utilitzar en altres plats.
La barreja s'embolica llavors fortament amb fulles de plàtan donant-li forma cilíndrica i es bull. Si el full de plàtan no s'ajusta bé i l'aigua es filtra a l'interior mentre s'està coent, la salsitxa es farà malbé. La salsitxa s'ha de submergir verticalment en aigua bullent, i en general per a una salsitxa d'1 kg. es necessita una hora de cocció. En fer  Chà lua  a mà, una forma habitual de saber si està ben cuita és llançar la salchicha contra una superfície dura: si rebota, és bona.
El  Chà lua  més famós procedeix de la localitat d'UOC li, Thanh OAI (província de Ha Tay, nord del Vietnam), on la gent s'enorgulleix d'elaborar professionalment  Chà lua . Quan cuinen  Chà lua , els habitants d'UOC li encenen una vareta d'encens d'igual longitud a la circumferència de la secció transversal de la salsitxa, ja que creuen que quan l'encens s'ha cremat completament, la salsitxa estarà ben cuita.
El  Chà lua  correctament preparat es pot emmagatzemar a temperatura ambient durant aproximadament una setmana.
Durant la primera onada d'immigrants vietnamites als Estats Units a mitjan dècada de 1970, les fulles de plàtan eren difícils de trobar i els cuiners vietnamites les van substituir per paper d'alumini, costum que continua avui.
La salsitxa se sol tallar en rodanxes i es menja amb  Banha Cuon ,  Banha mi  o  xôi , o estofat amb salsa de peix i pebre negre amb altres plats de carn. Si es fregeix se l'anomena  marxa Chien .